# PFLAG

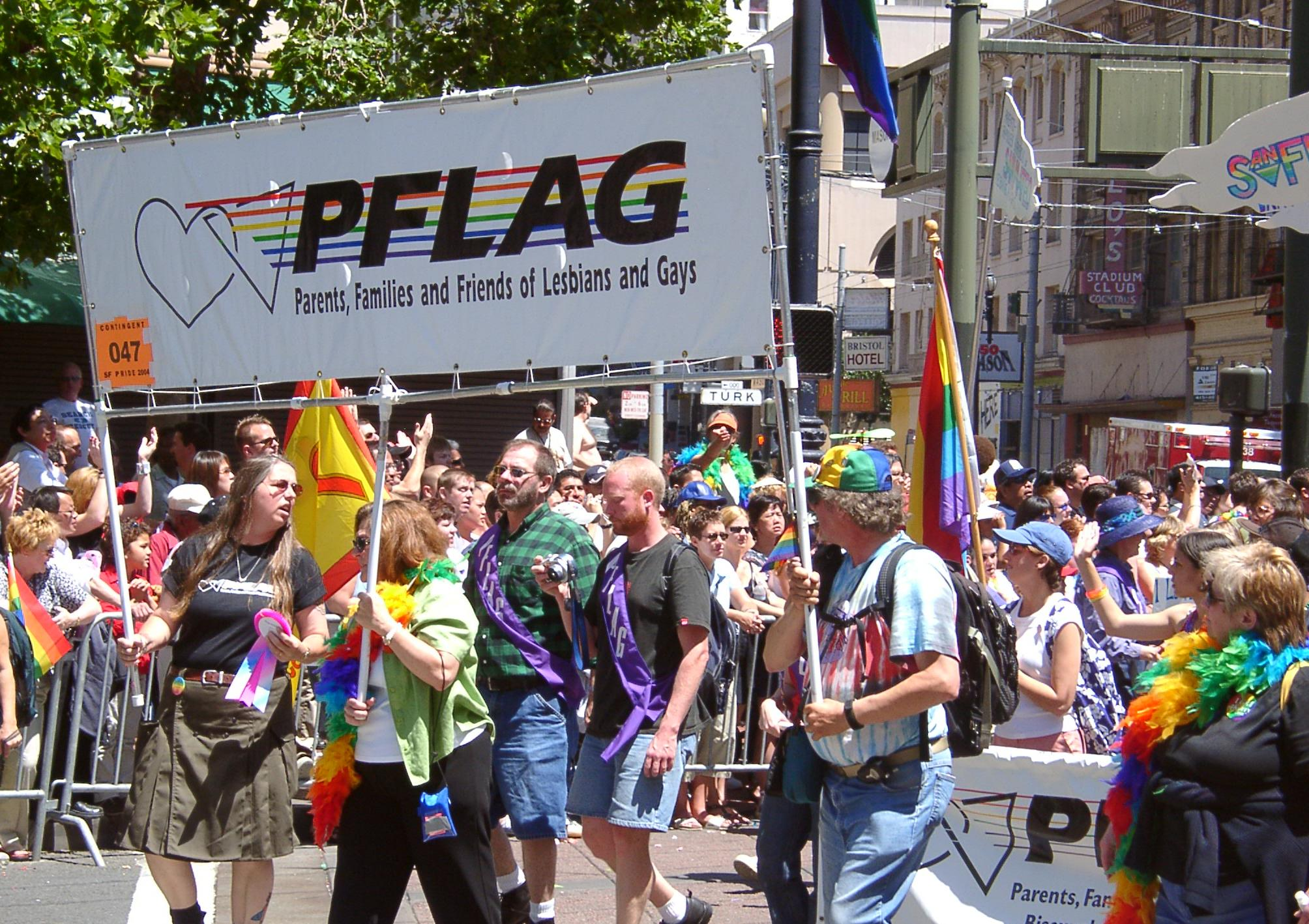
PFLAG-Aktivisten mit Flagge beim San Francisco Pride

PFLAG [ˈpiːflæɡ] ist das Akronym von Parents, Families and Friends of Lesbians and Gays und umfasst Non-Profit-Organisationen u. a. in den USA, Kanada, Australien und China für Freunde und Angehörige von LGBT-Menschen. Die amerikanische PFLAG und PFLAG Canada entwickelten sich in den 1970er Jahren unabhängig voneinander. Die 1972 entstandene amerikanische PFLAG verfügt heute über rund 200.000 Mitglieder, die in 400 Ortsverbänden organisiert sind. Bis 1993 war die Eigenschreibweise P-FLAG. PFLAG Canada gliedert sich als gemeinnützige Organisation in den zehn kanadischen Provinzen in 70 Ortsverbände und/oder Ansprechpartner. 1989 begann sich PFLAG in Australien zu entwickeln. PFLAG China wurde 2008 nach diesen Vorbildern gegründet.

## Geschichte

### USA

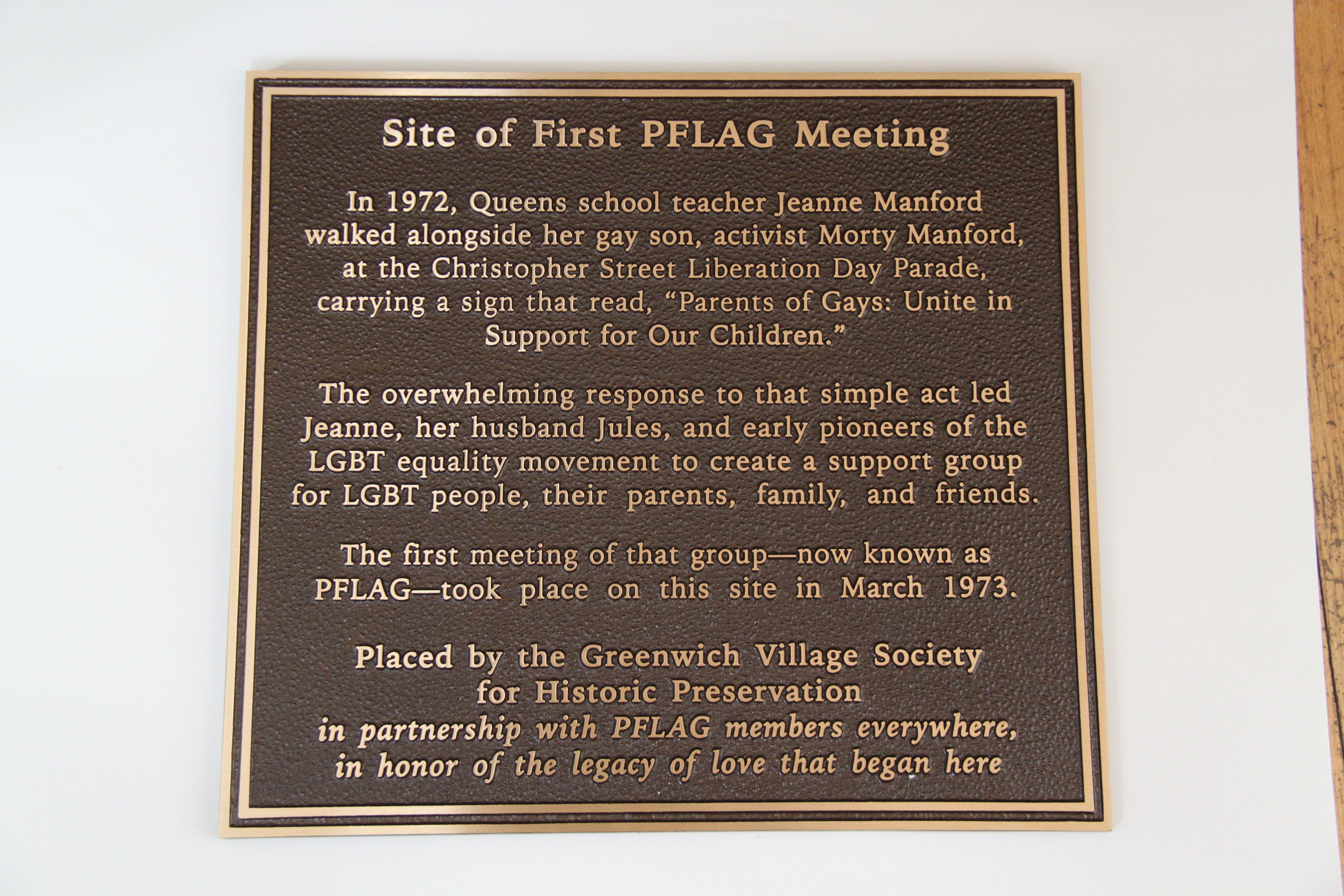
Gedenktafel an das erste PFLAG-Treffen 1973 in Greenwich Village

Die Gründung der amerikanischen PFLAG geht auf die Grundschullehrerin Jeanne Manford und ihren Mann Jules aus Flushing zurück. 1972 erfuhren sie, dass ihr homosexueller Sohn Morty, der bereits bei Stonewall festgenommen worden war, beim Verteilen von Flugblättern verprügelt worden war.  Sie schrieb daraufhin einen Protestbrief an die New York Post. In den Wochen darauf wurden Interviews mit Manford – zum Teil begleitet durch ihren Ehemann oder ihren Sohn – in Rundfunk- und Fernsehsendern ausgestrahlt. Das Feedback ermutigte sie, Treffen mit anderen Betroffenen zu organisieren. Zum ersten derartigen Treffen am 26. März 1973 in der „Metropolitan-Duane Methodist Church“ in Greenwich Village erschienen rund zwanzig Interessierte. In der Folge entstanden ähnliche Gruppen in anderen Gebieten der USA. Im Zusammenhang mit dem „National March on Washington for Lesbian and Gay Rights“ 1979, einer Demonstration mit 75.000 bis 125.000 Teilnehmern in Washington, D.C., kam es zu einem ersten bundesweiten Treffen der Organisation. Zum zehnjährigen Bestehen der Organisation zählte diese über 8.000 Mitglieder in 80 Ortsgruppen.
First Lady Barbara Bush sorgte mit ungewohnten Tönen aus dem Weißen Haus für Aufmerksamkeit, als sie im Mai 1990 in einem Brief an PFLAG eine Diskriminierung Homosexueller nicht tolerierbar erklärte. Erst wenige Tage zuvor hatte die WHO Homosexualität aus ihrem Diagnoseschlüssel für Krankheiten gestrichen. PFLAG hatte jetzt auch die Westküste erreicht und hielt im Oktober 1990 ihren jährlichen Kongress erstmals in Kalifornien ab. Ein hauptamtlicher Geschäftsführer wurde angestellt, die Zentrale nach Washington D.C. verlegt. Als erste LGBT-Vereinigung nahm PFLAG die Aspekte Geschlechtsidentität und Transgender in seine Zielsetzung mit auf.
2013 wurde die PFLAG-Gründerin Jeanne Manford postum von US-Präsident Barack Obama mit der Presidential Citizens Medal geehrt.

### Kanada
In den 1970er Jahren begannen sich heterosexuelle Familienmitglieder von Homosexuellen in Toronto als „Parents Of Gays“ (POG) zu organisieren. Ab dem 14. November 1978 fanden in der Metropolitan Community Church in Toronto regelmäßige Treffen der Gruppe statt. Brent Hawkes, kanadischer Geistlicher und Vorkämpfer der Rechte Homosexueller, sowie Betty Fairchild, Autorin von Ratgebern für Familienangehörige Homosexueller und Mitbegründerin von PFLAG-Ortsgruppen in Washington, D.C. und Denver, zählten zu den Wegbereitern, die der Organisation auch den Betrieb einer telefonischen Beratungsstelle ermöglichten. Parallel entstand in Toronto eine mit ähnlichen Zielen agierende Organisation „Families and Friends of Lesbians and Gays“ (FFLAG). 1983 begann sich eine „Parents Of Gays“-Gruppe in Mississauga um Anne Rutledge und Mary Jones aus Brantford zu konstituieren, die 1985 erstmals in der Rubrik „Selbsthilfegruppen“ in „Chatelaine“, einer kanadischen Lifestyle- und Frauenzeitschrift, mit Jones als Ansprechpartnerin gelistet wurde. Ab April 1986 traf sich die Gruppe unter dem Namen „Parents of Lesbians and Gays“.
Medienberichte in den 1980er- und 1990er-Jahren ließen weitere Ortsgruppen in Kanada entstehen. 2003 benannte sich die Bewegung in „PFLAG Canada“ um, um sich  von der gleichnamigen US-amerikanischen Organisation abzugrenzen. 2012 sorgte Rob Ford nach Jahren mit Distanz zu LGBT-Themen für Aufsehen, als er gemeinsam mit PFLAG-Aktivisten eine Regenbogenfahne zum IDAHOT auf dem Rathaus hisste.

### Australien

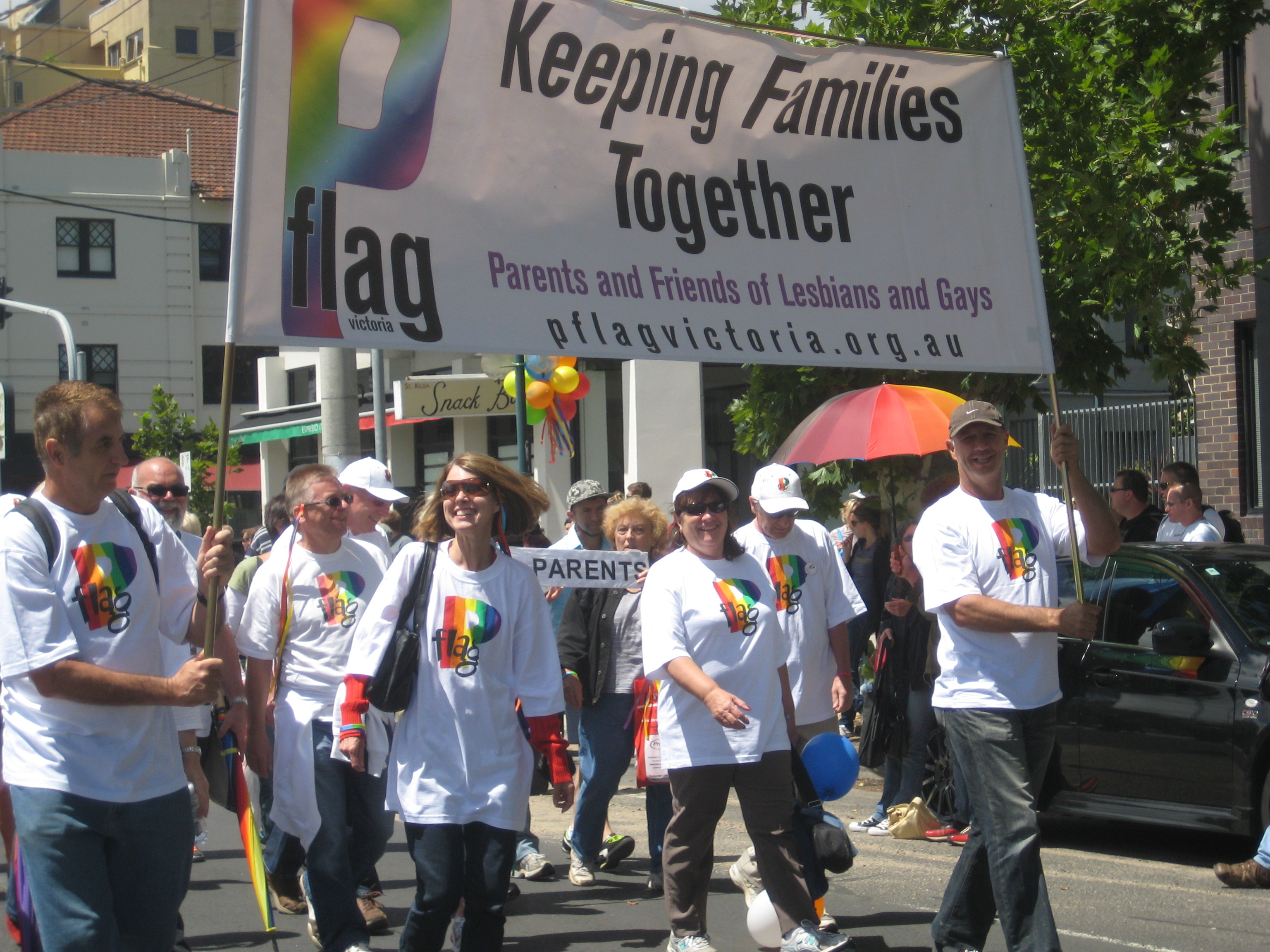
PFLAG-Gruppe aus Victoria beim Melbourne Pride 2011

1986 nahm June Smythe aus Kewdale, einem Vorort von Perth, Kontakt mit der amerikanischen PFLAG-Organisation auf, um andere Betroffene kennen zu lernen. Auch vor dem Hintergrund, dass Homosexualität für Männer in Western Australia noch bis Ende 1989 strafbar waren, blieben ihre Versuche eine Gruppe in Australien aufzubauen zunächst erfolglos. Im Februar 1989 kamen dann Margaret und John Pugh aus Perth Kontakt mit ihr auf, so dass es am 2. Dezember 1989 – fünf Tage vor der Gesetzesreform – im Vorort Wilson zur Gründung einer PFLAG-Ortsgruppe mit neunzehn Teilnehmern für regelmäßige Treffen kam. Ein Elternpaar der Runde, Heather und Doug Horntvedt zogen 1990 nach Sydney, wo sie eine weitere Ortsgruppe gründeten, die zur Keimzelle weiterer an der Ostküste wurde. 2011 wurden John und Margaret Pugh für ihr Engagement mit der Medal of the Order of Australia (OAM) ausgezeichnet.

### China
Am 28. Juni 2008 wurde durch den ehemaligen Fußballer Hu Zhijun in Guangzhou PFLAG China gegründet. In der Folge organisierte PFLAG regelmäßige LGBT-Konferenzen zunächst in Guangzhou, später auch in Peking. 2012 richtete PFLAG China eine telefonische Beratung für Angehörige von Homosexuellen ein.

## PFLAG in Film und Fernsehen
Die Organisation wird in mehreren Filmen referenziert. In dem 2009 erschienenen Film Prayers for Bobby wird die Hauptdarstellerin Sigourney Weaver Mitglied von PFLAG und nimmt mit PFLAG-Transparenten am Christopher Street Day teil. Auch in dem Film „Schmerzende Wahrheit“ von 2000 (Originaltitel „The Truth About Jane“) wird gezeigt, wie die Hauptdarstellerin Stockard Channing einer PFLAG-Ortsgruppe beitritt. In der kanadisch-US-amerikanischen Fernsehserie „Queer as Folk“ spielt Sharon Gless die Vorsitzende einer PFLAG-Ortsgruppe, Sherry Miller stellt eine betroffene Mutter dar, die im Laufe der Serie PFLAG beitritt. In der kanadischen Serie Out With Dad nehmen die beiden Hauptdarsteller in mehreren Folgen an PFLAG-Treffen teil.